# Lucy Wrote Me a Letter
Lucy Wrote Me a Letter är en låt skriven av Norell Oson Bard. Låten är utgiven med Jerry Williams 1993.
Svensk text skrevs av Keith Almgren och Lucy som den hette på svenska, gavs ut samma år (1993) med Keith Almgrens orkester på albumet Natten är vår och samlingsskivan "Dansmix 2". Låten testades till Svensktoppen utan att placera sig. 
Lucy gavs också ut med gruppen Casanovas på deras album "I varje del av mitt hjärta" år 2000 och med finländska bandet Orion på albumet "De' e' Rock'n roll i kväll" 1996.

### Fotnoter
1. ↑  ”I varje del av mitt hjärta / Casanovas”. Svensk mediedatabas. 26 februari 2000. http://smdb.kb.se/catalog/id/001544330. Läst 21 juni 2015.